# Orchis provincialis
Orchis provincialis és una orquídia d'hàbit terrestre que es distribueix per l'Europa mediterrània i nord-oest d'Àfrica. Es desenvolupa en pinedes obertes, matolls, prats i terrenys de tendència àcida, a la llum solar directa o mitja ombra. Ascendeix fins als 1.300 m. Prolifera a l'estat espanyol, França, Suïssa, Àustria, fins a Turquia i la península de Crimea, i al sud a la regió nord-oest d'Àfrica. Aquestes orquídies reben el nom del grec όρχις "orchis", que significa 'testicle', per l'aparença dels tubercles subterranis en algunes espècies terrestres. La paraula "orchis", la va usar per primera vegada Teofrast (371/372 - 287/286 aC), en el seu llibre De historia plantarum (La història de les plantes). Va ser deixeble d'Aristòtil i és considerat el pare de la botànica i de l'ecologia. L'epítet específic provincialis, de caràcter geogràfic, al·ludeix a la seva localització a Provença, regió de l'estat francès on va ser recollida i descrita per primer cop.

## Morfologia
Les fulles són oblongues amb una longitud de 8 cm, generalment amb taques més o menys uniformes de color purpuri marró fosc. També presenta bràctees foliars (una o dues) que embolcallen la tija en la major part de la seva longitud. Les fulles creixen des dels nòduls subterranis, que tenen una grandària màxima de 6 cm i són el·lipsoides.
La tija de la inflorescència, que és erecta en espiga amb forma oblonga, surt de la roseta basal de 5 a 10 fulles oblongolanceolades que de vegades estan clapejades de punts porpra marronosos. La tija fa de 7,5 a 12,5 cm de longitud.
Presenta una floració en forma oblonga amb flors petites (8 a 12). Dels tres tèpals els dos laterals són iguals en grandària, de color groc pàl·lid amb nervadures de color groc pàl·lid una mica més intens convergents en l'àpex: estan solts, queden els sèpals arquejats lateralment per divergir els àpexs alçats cap amunt; per sobre de la columna sense cobrir-la es troba el tercer tèpal. El tèpal central és lleugerament més petit que els laterals, aquest del mateix color groc pàl·lid se situa just damunt de dos tèpals que estan solapats lateralment formant una “gorra” que cobreix la columna.
El label sobresurt sota el casc 3/4 parts: és del mateix color que sèpals i pètals. El label de forma trapezoïdal presenta tres lòbuls (formats per dues petites indentacions), el central lleugerament més ample que els dos lòbuls que hi ha a cada costat, que estan lleugerament arquejats cap a dintre i el central bombat cap amunt. El label en la meitat central superior té un color groc més intens que la resta amb dues fileres de motes de color porpra. Té a més un esperó fi i allargat que surt de la part de darrere de la base dels sèpals, arquejat cap amunt, de longitud un poc menor que la total de la flor, del mateix color groc pàl·lid.
Floreix des de març fins a juny. El color pot variar des de blanquinós a diferents tons de rosa i porpra en algunes varietats.